# 41. македонска дивизија НОВЈ
41. македонска дивизија НОВЈ формирана је 25. августа 1944. године у селу Шешкову код Кавадараца. При оснивању у њен састав су ушле Четврта, Девета и Десета македонска бригада, а касније и Једанаеста македонска ударна бригада. Средином октобра 1944. године, дивизија је ушла у састав Петнаестог корпуса НОВЈ.

## Борбени пут дивизије
Учествовала је у борбама код Тиквеша, у Повардарју, код Прилепа и у долини реке Вардар против непријатрљских снага које су се повлачиле из Грчке. При формирању је имала 1.300, а на крају ратног пута 5.181 борца и официра у саставу. Учествовала је и у ослобађању Прилепа, 2. новембра 1944. године, при чему је било заробљено око 300 немачких војника и око 60 војних возила и опреме.
У децембру су у њен састав ушле Осма, Дванаеста и Седамнаеста македонска ударна бригада. До краја 1944. године, учествовала је у завршним борбама за ослобођење Косова, водећи борбе против остатака балистичких снага.

## Командни састав
Команданти:
- Тихомир Милошевски, командант
- Наум Василевски, командант од 25. септембра 1944.
- Методија Поповски- Мајка, командант од 6. децембра 1944.

Политички комесари:
- Стојан Бочваров, политички комесар од 25. септембра 1944.
- Раде Гогов - Црноречки, политички комесар
- Наум Наумовски - Борче, политички комесар од августа 1944.
- Ђоре Симоновски, политички комесар од 6. децембра 1944.